# Puente Nuevo
Puente Nuevo (Ny Bro) er en vejbro i byen Ronda i Andalusien i det sydlige Spanien. Puente Nuevo er den nyeste og største af tre broer, der krydser den 120 meter dybe kløft El Tajo, hvor floden Guadalevin (Rio Grande) flyder igennem og dermed deler byen i to. Broen opførtes af Juan Antonio Díaz Machuca efter et projekt af arkitekten José Martin de Aldehuela.
Broen stod færdig i 1751, det havde da taget 42 år og 50 menneskeliv at opføre den. Under broens midterste bue findes et kammer, der er blevet benyttet til diverse formål, heriblandt som fængsel. Under den Spanske Borgerkrig fra 1936 til 1939 benyttedes fængslet af begge de stridende parter som torturkammer, og nogle blev slået ihjel ved at blive smidt ud fra vinduerne for at lande på klipperne for foden af El Tajo-kløften.[kilde mangler] Indgangen til kammeret går via den kvadratiske bygning som engang var vagternes hus. Det indeholder i dag en udstilling om broens historie og konstruktion.